# Кіурувесі
Кі́урувесі (фін. Kiuruvesi) — місто в провінції Північна Савонія, Фінляндії.
Чисельність населення становить 9 168 осіб (2010). Місто займає площу 1 422,91 км² з яких водна поверхня становить 94,79 км². Щільність населення - 6,90 осіб/км².